# Wundanyi
Wundanyi est une ville kenyane située dans les monts Taita, à l'ouest de Voi. Elle est le chef-lieu du district de Taita-Taveta.
Elle est le centre d'une région agricole. L'attraction touristique locale est la forêt Ngangao, connue pour ses papillons.